# 切列波韦茨区
切列波韦茨区（俄语：Череповецкий район）是俄罗斯联邦沃洛格达州下辖的一个区，其行政中心为切列波韦茨。据2016年统计，该区的人口为39513人。